# Diotima
Diotima (altgriechisch Διοτίμα Diotíma, Betonung im Deutschen und Altgriechischen: Diotíma) ist eine Figur in Platons Dialog Symposion, in dem die Gesprächsteilnehmer die Natur des Eros erörtern. Sie wird dort als weise Frau aus Mantineia in Arkadien vorgestellt. In dem Dialog tritt Diotima nicht selbst unter den Beteiligten auf, sondern der Philosoph Sokrates erzählt, wie er von ihr über den Eros belehrt wurde. In dem Gespräch legte ihm Diotima ihre Lehre von der rechten philosophischen Lenkung des erotischen Drangs dar. Das Eros-Konzept, das Platon ihr in den Mund legt, wird seit der Renaissance als „platonische Liebe“ bezeichnet.
Unbekannt ist, ob die Gestalt frei erfunden ist oder ein historisches Vorbild aus dem 5. Jahrhundert v. Chr. hat, das möglicherweise tatsächlich diesen Namen trug. Wegen der starken Nachwirkung des Dialogs bis in die Gegenwart ist der Name Diotima in der Neuzeit immer wieder aufgegriffen und als Pseudonym, als ehrender Alternativname oder zur Benennung einer literarischen Figur verwendet worden. Er steht traditionell für eine Frau, die in der Lage ist, auf erotischem Gebiet ein philosophisch untermauertes Wissen zu vermitteln.

## Diotima imSymposion

### Dialogsituation
Diotima ist die einzige weibliche Figur, die in einem platonischen Dialog zu Wort kommt. Sie tritt aber nicht direkt auf, denn an dem Symposion (Trinkgelage, Gastmahl), dessen Verlauf der Dialog schildert, nimmt sie nicht teil. Vielmehr berichtet Sokrates, die Hauptfigur des Dialogs, von einem Gespräch, in dem ihn Diotima über den Eros belehrt und von der Richtigkeit ihrer Sichtweise überzeugt hatte. Er hatte sie eigens zu dem Zweck, solche Aufklärung zu empfangen, aufgesucht, als sie sich zeitweilig in Athen aufhielt. Im Symposion rühmt er ihre vollendete Weisheit. Er gibt ihre Äußerungen in direkter Rede wieder und identifiziert sich mit deren Inhalt, statt eine eigene Theorie vorzutragen. Die Diotima-Rede bildet den philosophischen Höhepunkt des Gastmahls.
Ansonsten erfährt der Leser des Symposions über Diotima nur, dass sie eine Seherin war, deren Weisheit ihr außergewöhnliche Fähigkeiten verlieh; Sokrates berichtet, sie sei in der Lage gewesen, durch ein Opfer den Ausbruch der Pest in Athen um zehn Jahre zu verzögern. Daraus ist ersichtlich, dass sie als Priesterin fungierte. Gemeint ist die Pest, die in Athen im Jahr 430 v. Chr. ausbrach („attische Seuche“). Der Frauenname Diotima (Bedeutung: „die von Zeus Geehrte“ oder „die Zeus Ehrende“) war selten; häufig war hingegen die männliche Form Diotimos.
In seiner Wiedergabe des Gesprächs mit Diotima (Symposion 201d–212c) schildert Sokrates zuerst die Wesensart des Eros, dann dessen Wirken. Dabei tritt er ihr gegenüber als Schüler auf. Indem sie Fragen stellt, die ihm zu Erkenntnissen verhelfen sollen, übernimmt sie die maieutische Rolle, die er sonst selbst in Platons Dialogen gegenüber seinen Gesprächspartnern spielt. Wo er bekennen muss, keine Antwort zu wissen, enthüllt sie ihm die Wahrheit.

### Inhalt
Mit „Eros“ ist die mythische Gestalt gemeint, die als Urheber des erotischen Begehrens der Menschen betrachtet wurde. Damit ist stets die Vorstellung von Leidenschaft verbunden. Sokrates geht anfänglich von der Annahme aus, Eros sei ein großer Gott und müsse schön sein. Diotima widerlegt diese Meinung. Sie zeigt, dass Eros weder gut und schön noch schlecht und hässlich ist, sondern in einem Mittelbereich zu verorten ist. Wegen dieser Unvollkommenheit kann er kein Gott sein. Zu den Sterblichen zählt er aber auch nicht. Da er zwischen Gottheit und Mensch steht, ist er ein Daimon („Dämon“, aber nicht im heute gängigen, meist abwertenden Sinn dieses Begriffs). Damit fällt ihm – wie allen Dämonen – eine Mittlerrolle zwischen Göttern und Menschen zu. Diese Aufgabe erfüllt er in seinem Zuständigkeitsbereich, auf dem Gebiet des Erotischen. Er übermittelt den Menschen das, was ihnen diesbezüglich von den Göttern zukommen soll.
In Diotimas Mythos ist Eros nicht – wie in einer verbreiteten Überlieferung – der Sohn der Göttin Aphrodite, sondern er wurde bei dem Festmahl, das die Götter anlässlich von Aphrodites Geburt hielten, gezeugt. Seine Mutter Penia, die personifizierte Armut, kam als Bettlerin zu dem Mahl und traf dort den betrunkenen Poros („Wegfinder“). Poros ist die Personifikation der Findigkeit, die stets einen Ausweg findet und den Weg zu Fülle und Reichtum bahnt. Ihm fehlt aber, wie seine Betrunkenheit andeutet, die Fähigkeit des Maßhaltens. Um ihre Bedürftigkeit auszugleichen, wollte Penia von ihm ein Kind empfangen. So kam es zur Zeugung des Eros, der sich später der Göttin, deren Geburtsfest zur Begegnung seiner Eltern geführt hatte, anschloss und ihr Begleiter wurde. In seinem Naturell verbindet Eros die Eigenschaften seines Vaters mit denen seiner Mutter. Von der Mutter hat er das Prinzip des Mangels geerbt, daher ist er arm und unansehnlich, barfuß und obdachlos. Vom Vater hat er seine Tatkraft und Schlauheit, seine Zauberkunst und die starke Neigung zum Schönen und Guten, die ihn antreibt. Da die Weisheit zum Schönen zählt, ist er auch ein Philosoph („Weisheitsliebender“). Ihm fehlt Einsicht, doch strebt er eifrig danach, da er sich dieses Mangels bewusst ist.
Wie Eros trachten auch die von ihm ergriffenen Menschen nach dem Schönen und Guten und wollen es für sich erlangen. Sie möchten es dauerhaft besitzen, um glücklich zu sein.
Der Mensch verfügt über Zeugungskraft oder Fruchtbarkeit sowohl im körperlichen als auch im seelischen Sinne. Diese Fähigkeit des Hervorbringens ist ebenso wie die Schönheit von göttlicher Art, daher kann sie sich dort entfalten, wo sie auf Schönes trifft; mit Hässlichem harmoniert sie nicht, daher wird sie von ihm nicht aktiviert. Aus diesem Grund richtet sich das erotische Begehren auf das Schöne. Dabei wird aber das Schöne nicht als solches erstrebt. Der erotische Drang ist nicht Liebe zum Schönen, sondern ein Drang zum Zeugen und Hervorbringen im Schönen. Das Sterbliche strebt nämlich nach Unsterblichkeit. Mittels der Fortpflanzung können Sterbliche etwas von sich hinterlassen und so eine Dauerhaftigkeit erreichen, mit der sie gewissermaßen am Unsterblichen teilhaben. Analog dazu ist auch das Hervorbringen dauerhafter geistiger Werte, etwa in der Dichtung oder der Gesetzgebung, eine Art von Zeugung, die „unsterblichen“ Ruhm verschafft.
Eine besondere Stärke erreicht die erotische Anziehungskraft, wenn die begehrte Person nicht nur körperlich schön ist, sondern auch seelisch, also tugendhaft. Hiervon ausgehend entwickelt Diotima ihre Lehre von der rechten philosophischen Lenkung des erotischen Drangs. In der Jugend soll man sich schönen Körpern zuwenden und dabei erkennen, dass es nicht um die Vorzüge eines bestimmten Körpers geht, sondern um die körperliche Schönheit an sich, die in allen schönen Körpern dieselbe ist. Später wird man sich der seelischen Schönheit zuwenden, die man zunächst in einer bestimmten Person wahrnimmt. Daher richtet sich nun die Liebe auf diese Person, auch wenn sie äußerlich unansehnlich ist. Das führt zu einer Ausrichtung auf die Ethik; der Liebende entdeckt das Schöne in schönen Handlungen. Später wird auch die Schönheit von Erkenntnissen für ihn wahrnehmbar. Dabei erhält er Gelegenheit zu entdecken, dass auch im geistig-seelischen Bereich die Schönheit nicht an etwas Einzelnes gebunden ist, sondern das Allgemeine ist, das sich jeweils im Besonderen zeigt. Von da aus gelangt der Liebende zur höchsten Erkenntnisstufe. Dort kommt es nicht mehr auf einzelne Tugenden oder auf einzelne schöne Taten oder Einsichten an, sondern auf Schönheit im allgemeinsten und umfassendsten Sinne: die vollkommene und unwandelbare Schönheit schlechthin, die allen Erscheinungsformen des Schönen letztlich als deren Quelle zugrunde liegt. Dieses Urschöne ist keine bloße Abstraktion, kein gedankliches Konstrukt, sondern für den, der die letzte Stufe erreicht hat, eine wahrnehmbare Wirklichkeit.
Sokrates stimmt Diotimas Ausführungen zu und ergänzt, dass Eros auf dem philosophischen Erkenntnisweg der beste Helfer des Menschen sei. Daher solle man ihn und die Erotik ehren und sich auf diesem Gebiet üben.

### Bedeutung Diotimas
Platon stellt in seinen Dialogen Sokrates als Philosophen dar, der Erkenntnisse erlangt hat und anderen im Gespräch zu Einsichten verhilft, aber nicht mit dem Anspruch auftritt, über Wissen im Sinne eines abgeschlossenen, lückenlos begründbaren Lehrsystems zu verfügen. Daher lässt er ihn im Symposion nicht wie andere Gesprächsteilnehmer eine eigene Theorie des Eros in einer Rede vortragen, sondern weist ihm die Rolle des Berichterstatters zu, der nur fremde Weisheit darlegt. Aus diesem Grund benötigt Platon die Gestalt der Diotima, der er hier sein Konzept in den Mund legt. Als weise Seherin verfügt Diotima über eine Einsicht, die der philosophische Diskurs allein nicht vermitteln kann. Sie argumentiert zwar streckenweise philosophisch, aber hinsichtlich des Kerns ihrer Lehre beruft sie sich auf eine transzendente Erfahrung, die nach ihrer Darstellung den Höhepunkt und Abschluss eines philosophischen Schulungswegs darstellt.
Hiervon ausgehend haben manche Forscher Diotima zu einer frei erfundenen Gestalt erklärt, während andere einen Zusammenhang mit einer realen Person annehmen oder zumindest nicht ausschließen. Alle Angaben späterer antiker Autoren fußen auf denen Platons, die sie zum Teil mit erfundenen Ergänzungen ausschmücken. Falls es sich um eine fiktive Gestalt handelt, könnte ihre angebliche Herkunft aus Mantineia eine Anspielung auf ihre Funktion als Seherin (mántis) sein. Einer Hypothese zufolge gestaltete Platon die Figur der Diotima als Gegenbild zu derjenigen der Aspasia, die in seinem Dialog Menexenos als Rhetoriklehrerin eine Rolle spielt und nach der ein nur fragmentarisch erhaltener Dialog des Sokratikers Aischines benannt ist. Dabei sei es ihm darum gegangen, das Konzept von Aischines’ Aspasia zu überwinden und ihm ein überlegenes entgegenzustellen.
Oft ist die Frage erörtert worden, warum Platon gerade bei diesem Thema ausnahmsweise die Darlegung seiner eigenen Auffassung einer Frau überträgt. Dabei haben auch mancherlei Spekulationen über seine eigene sexuelle Orientierung eine Rolle gespielt. Es ist sogar vermutet worden, Diotima vertrete ein sophistisches, von Platon oder zumindest seinem Sokrates abgelehntes Konzept. Dieser Ansatz gilt heute als verfehlt, was aber nicht bedeutet, dass Diotimas Lehre mit Platons eigener Überzeugung gänzlich identisch sein muss. Eine weitere Hypothese lautet, Platon habe eine „Selbstdemontage des weiblichen Prinzips“ beabsichtigt. Es sei Diotimas Aufgabe, den Eros aus der ihm traditionell zuerkannten göttlichen Position zu verdrängen. Dies bedeute eine Abweisung des Weiblich-Göttlichen, das endgültig vom Männlich-Göttlichen überwunden werde. Das Ziel sei eine vollständige „Entmachtung der Prinzipien der Aphrodite“. Im Sinne dieser Absicht sei es zweckmäßig, dass gerade bei diesem Machtwechsel „eine Frau das Kommando führt“.

## Rezeption

### Antike

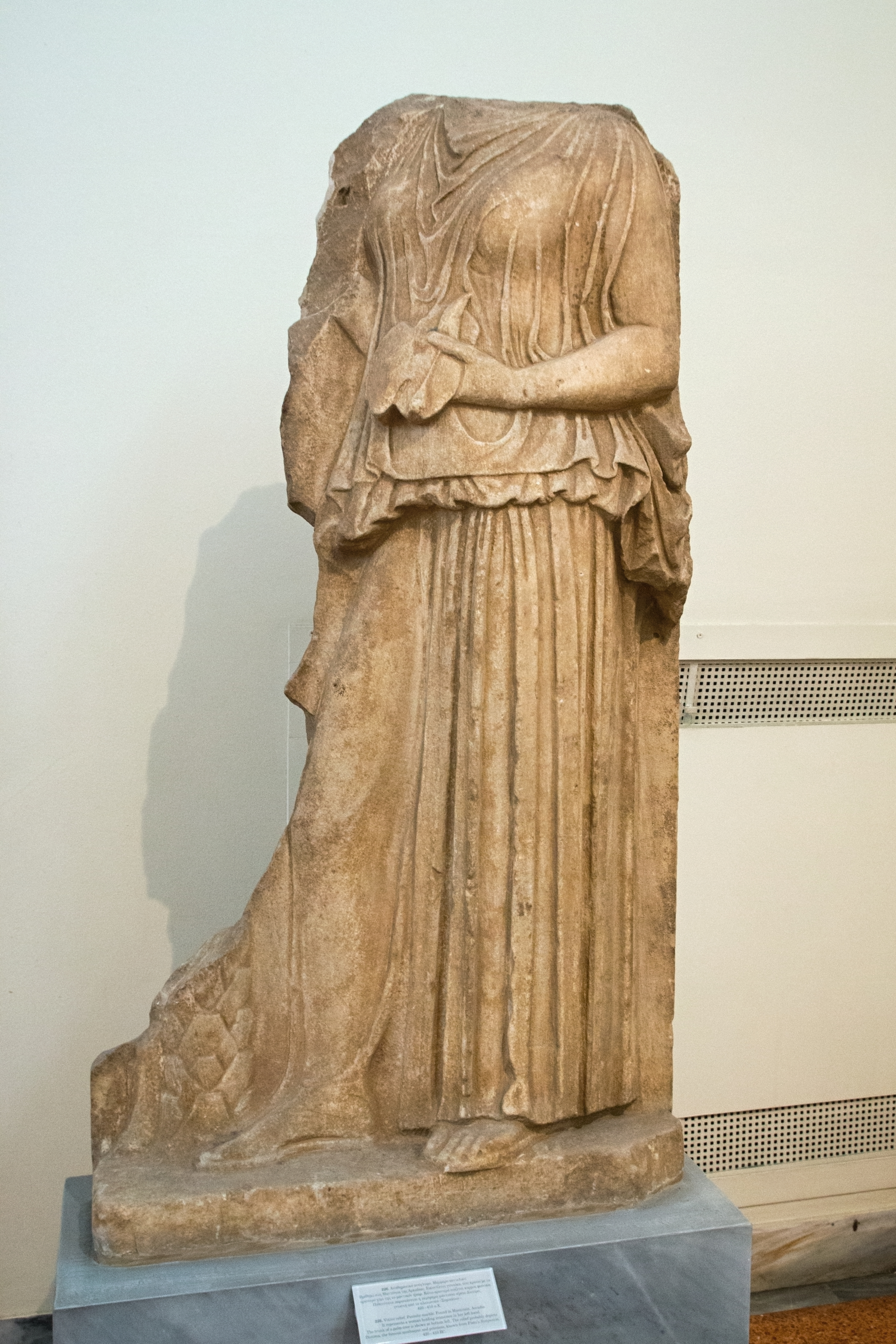
Votivrelief einer Frau, die eine Leber als Zeichen der Wahrsagung hält, vielleicht eine Darstellung der Diotima. Gefunden in Mantineia, jetzt Archäologisches Nationalmuseum, Athen, Inventarnummer 226

Eine Darstellung Diotimas in der antiken bildenden Kunst konnte bisher nicht mit völliger Sicherheit ermittelt werden. Sehr wahrscheinlich handelt es sich bei der Frau, die auf einem Wandbild der frühen römischen Kaiserzeit aus Boscoreale neben dem sitzenden Sokrates steht, um Diotima. Das Wandbild, das nach einem Vorbild aus dem späten 4. Jahrhundert v. Chr. gestaltet wurde, befindet sich heute im J. Paul Getty Museum in Malibu.
Zwei weitere Identifizierungsvorschläge sind nach heutigem Forschungsstand in Betracht zu ziehen: eine stehende Frau auf einem Weihrelief des 3. Jahrhunderts v. Chr. (mit Epimenides; heute in Rom, Konservatorenpalast) und eine stehende Frau, die eine Leber als Zeichen der Wahrsagung hält, auf einem 1887 in Mantineia gefundenen Relief (jetzt im Archäologischen Nationalmuseum in Athen; siehe rechts). Das Relief aus Mantineia stammt aus dem letzten Drittel des 5. Jahrhunderts v. Chr.; es ist also, falls es tatsächlich Diotima darstellt und diese eine historische Person ist, zeitgenössisch.
Früher wurde auch eine sitzende Frau mit Eros und einem Mann – mutmaßlich Sokrates – auf einem Bronzerelief aus Pompeji (heute in Neapel) sowie auf zwei versilberten Toneimern aus der Gegend von Orvieto für Diotima gehalten. Diese Identifizierung hat sich jedoch als falsch erwiesen.
In der römischen Kaiserzeit fand die Gestalt der Diotima wenig Beachtung. Ihre im Symposion vorgetragene Lehre beschäftigte aber Plutarch und die Neuplatoniker. Plutarch und der Neuplatoniker Plotin setzten sich mit der Frage auseinander, wie der Eros-Mythos zu deuten sei. Im 5. Jahrhundert führte der Neuplatoniker Proklos in seinem Kommentar zu Platons Dialog Politeia Diotima unter den Pythagoreerinnen an, deren Tugend bekannt war. Er soll auch Diotimas Ausführungen im Symposion kommentiert haben. Im westlichen Mittelalter war Diotima weitgehend unbekannt, da Platons Schrift im Westen verschollen war.

### 15. und 16.Jahrhundert
Als in der Renaissance das Symposion der westlichen Gelehrtenwelt wieder im griechischen Originaltext zugänglich wurde, erweckte Diotima das Interesse der Humanisten. Der berühmte Gelehrte Marsilio Ficino, ein eifriger Erforscher des antiken Platonismus, übersetzte den Dialog ins Lateinische und machte ihn damit einem breiteren Lesepublikum zugänglich. Außerdem schrieb er dazu 1468/1469 einen lateinischen Kommentar (Commentarium in convivium Platonis de amore, kurz De amore Über die Liebe), der 1484 gedruckt wurde. Diesen Kommentar, von dem er auch eine italienische Fassung anfertigte, gestaltete er als Dialog mit sieben zeitgenössischen Teilnehmern, welche die Reden im Symposion erläutern. Die Rede des Sokrates deutet Tommaso Benci, der Diotima als göttlich inspirierte Seherin einführt; Sokrates habe zeigen wollen, dass die Menschen nur dank göttlicher Eingebung verstehen könnten, was wahre Schönheit und rechte Liebe sei.
In der Folgezeit wurde Diotima für die Gebildeten das Muster einer Frau, die in der Philosophie mit eigenen Gedanken hervortritt. Im späten 16. Jahrhundert verfasste Francesco Patrizi da Cherso das vier Dialoge umfassende Werk L’amorosa filosofia, wobei er den Aufbau des Symposions nachahmte. Es ist wie bei Platon ein Bericht über ein Gastmahl, an dem von einem Gespräch mit einer Frau erzählt wurde, die Belehrung über Liebesangelegenheiten erteilte. Diese gebildete Dame, die als „neue Diotima“ bezeichnet wird – es handelt sich um die mit Patrizi befreundete Dichterin Tarquinia Molza – trug allerdings unplatonisches Gedankengut vor. Sie führte alle Formen der Liebe auf Selbstliebe zurück.

### 18.Jahrhundert

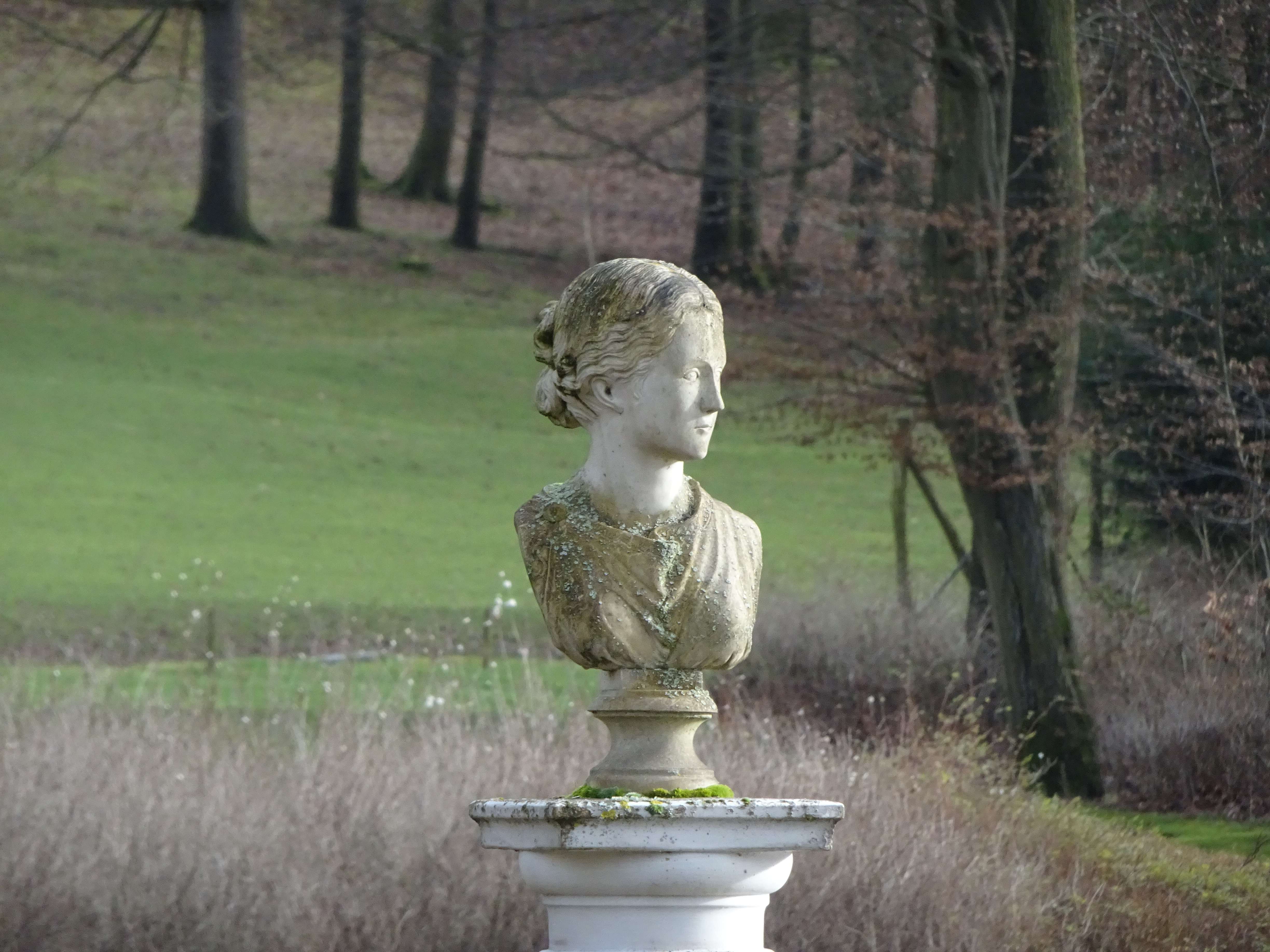
Friedrich Hölderlin identifizierte seine Muse Susette Gontard mit Diotima. Eine Diotima-Büste auf der Insel im Teich des Gräflichen Parks Bad Driburg in Sichtweite zum Hölderlin-Hain erinnert an Hölderlins Diotima-Rezeption.

1775/1780 fertigte der französische Maler Jacques-Louis David eine Zeichnung an, die Sokrates und Diotima darstellt. Sie befindet sich heute in der National Gallery of Art in Washington, D. C.
Diotima wurde literarisch als Deckname für zeitgenössische Damen verwendet, denen eine an das antike Vorbild erinnernde Rolle zugeschrieben wurde. So nannte Frans Hemsterhuis die gebildete Fürstin Amalie von Gallitzin „Diotima“, sich selbst im Umgang mit ihr „Sokrates“.
Gegen Ende des 18. Jahrhunderts erwachte in Deutschland ein neues Interesse an Platon, und die Rolle von Frauen im philosophischen Diskurs wurde vielfach thematisiert. Damit rückte Diotima als Vorbild für eigenständig philosophierende Frauen wieder ins Blickfeld. Friedrich Schlegel verfasste 1795 einen Aufsatz Über die Diotima, in dem er sie als Priesterin und als Pythagoreerin darstellte und als „Bild vollendeter Menschheit“ beschrieb, als eine Frau, „in welcher sich die Anmut einer Aspasia, die Seele einer Sappho, mit hoher Selbständigkeit vermählt“. Ausführlich trat Schlegel dem Verdacht entgegen, sie sei eine Hetäre gewesen, da damals nur Hetären über Bildung verfügt hätten und mit Männern auf die von Platon geschilderte Weise hätten Umgang pflegen können.
Die bekannteste und wirkungsmächtigste Diotima-Rezeption dieser Epoche und der gesamten Neuzeit ist diejenige Friedrich Hölderlins. Er war von Diotimas Ausführungen im Symposion stark beeindruckt und verwendete in seiner Liebeslyrik ihren Namen – mit der griechischen Betonung Diotíma – für die Geliebte. Den platonischen Gedanken, dass Eros sich über das vergängliche Individuelle emporheben kann, drückte er dichterisch in der Ode Der Abschied und in der Elegie Menons Klagen um Diotima aus. In seinem Briefroman Hyperion, an dem er in den letzten Jahren des 18. Jahrhunderts arbeitete, brachte er ebenfalls das Eros-Konzept von Platons Diotima zur Geltung. Die Handlung spielt im späten 18. Jahrhundert während der Kämpfe um die Befreiung Griechenlands von der osmanischen Herrschaft. Diotima, ein griechisches Mädchen, ist als Geliebte des Titelhelden eine zentrale Figur. Sie liebt Hyperion, ermutigt ihn aber auch zu der Einsicht, dass er seine Lebensaufgabe erst erfüllen kann, wenn er sich nicht mehr von einer einseitigen Bindung an die konkrete Einzelerscheinung beherrschen lässt, sondern den Weg in eine höhere Dimension findet. Zugleich ist sie selbst die Verkörperung seines Ideals vollendeter Schönheit. Er befindet sich in einer Illusion, denn er entwirft für sich ein idealisiertes Bild von Diotima, das sich stark von ihrer Selbstwahrnehmung unterscheidet. Nach ihrem Tod, an dem er Mitschuld trägt, fällt ihm die Aufgabe zu, sein Leben neu zu gestalten. Schließlich findet er Frieden in der Natur. Das Vorbild für Hölderlins literarische Frauengestalt war Susette Gontard, doch nicht in dem Sinne, dass die reale Person durchgängig mit der fiktiven gleichzusetzen wäre.
Ganz anders war der Ansatz von Christoph Martin Wieland. Er setzte sich 1800/1801 mit den im Symposion vorgetragenen Liebeslehren kritisch auseinander. In seinem Briefroman Aristipp wird in einem Brief von einem Gastmahl berichtet, an dem neben der Gastgeberin Lais fünf Männer teilnahmen. Platons Symposion wurde vorgelesen und dann hinsichtlich seiner einzelnen Bestandteile erörtert. Dabei kamen die Gesprächsteilnehmer zu Ergebnissen, die der Auffassung Diotimas radikal widersprechen. Insbesondere die Lehre vom Urschönen stieß auf fundamentale Kritik, da das Urschöne außerhalb des Bereichs möglicher menschlicher Erfahrung liege. Daher kann es aus dieser kritischen Sicht nicht das Ziel der Liebe sein, sondern erscheint als unwirklich. Wieland konzipierte seine Lais als Gegenbild zu Diotima.

### Moderne

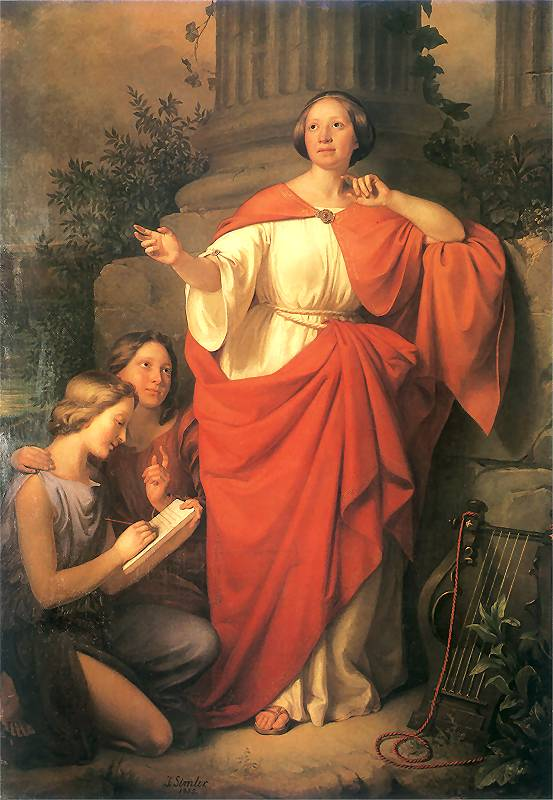
Jadwiga Łuszczewska als Diotima auf einem Gemälde des polnischen Malers Józef Simmler von 1855

Im 19. und 20. Jahrhundert war das literarische Interesse an Diotima relativ gering. Die Dichterin Sophie Borries (1799–1841) und die polnische Schriftstellerin und Dichterin Jadwiga Łuszczewska (1834–1908) wählten den Namen als Pseudonym. Auch die deutschnationale Publizistin Lenore Kühn (1878–1955) verwendete dieses Pseudonym, als sie 1930 im Verlag Eugen Diederichs ihre Schule der Liebe veröffentlichte, ein Sachbuch über Geschlechterbeziehungen, das einen großen Verkaufserfolg erzielte. In Robert Musils Roman Der Mann ohne Eigenschaften erhält die Gastgeberin eines Salons von einem Bewunderer den Namen Diotima. Damit knüpft Musil an die antike Tradition an, allerdings mit ironischer Absicht: Er wendet sich gegen eine idealistische, romantische Überhöhung trivialer Verhältnisse.
Von dem Schweizer Maler Hans Erni stammen mehrere Zeichnungen von Sokrates mit Diotima. Der Komponist Luigi Nono schuf 1979/1980 das Streichquartett Fragmente – Stille, An Diotima, mit dessen Benennung er auf Hölderlins Diotima-Gestalt Bezug nahm. Als Hommage an dieses Werk versteht sich der Name des französischen Streichquartetts „Quatuor Diotima“, das 1996 von Absolventen der Musikschulen von Paris und Lyon gegründet wurde.
Die italienische Philosophin Luisa Muraro gründete 1983 in Verona eine feministische Philosophinnengemeinschaft namens Diotima. In Athen erscheint seit 1973 die philosophische Zeitschrift Diotima, herausgegeben von der Société Hellénique d’Etudes Philosophiques.
Nach Platons Diotima ist der Asteroid (423) Diotima benannt.
Seit 2009 wird der Diotima-Ehrenpreis der deutschen Psychotherapeutenschaft verliehen.